# Rio Daia (Târnava Mare)
O Rio Daia é um rio da Romênia, afluente do Târnava Mare, localizado no distrito de Mureş.